# Chiesa della Madonna dell'Arco Oscuro
La chiesa della Madonna dell'Arco Oscuro è una chiesa di Roma, nel quartiere Pinciano, in viale delle Belle Arti.
Essa fu costruita nel 1797 per custodire un'icona della Madonna originariamente posta sotto un cavalcavia che collegava villa Poniatowski con villa Giulia. Questo cavalcavia era denominato arco oscuro. Una targa esterna riporta la seguente dicitura: Sacellum Matri Divinae Providentiae de Arcu Obscuro dicatum.

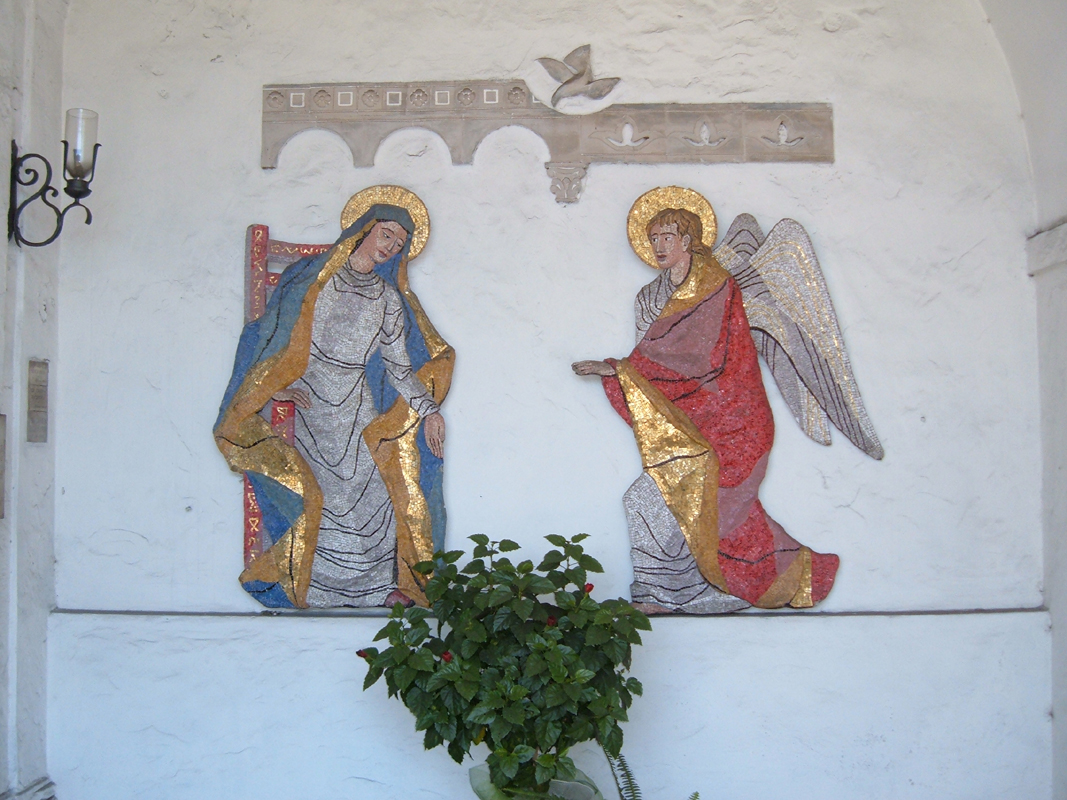
Il mosaico dell'Annunciazione

Nell'architrave d'ingresso si trova lo stemma di papa Innocenzo XI. L'interno della chiesa si compone di due ambienti. Il primo è di costruzione recente, vi sono custoditi diversi ex voto ed è dominato da un mosaico moderno, che ritrae l'Annunciazione. Nel secondo ambiente è murato l’arco oscuro con l'immagine mariana: è questo secondo locale l'antica chiesetta della fine del XVIII secolo. Una Via crucis di 14 stazioni adorna le pareti del secondo ambiente.
Il Rendina riporta una notizia apparsa sul Giornale di Roma il 30 settembre 1797 riguardo a questa chiesa:
(Rendina, op. cit., p. 192)